# Таврські кам'яні ящики
Таврські кам'яні ящики — пам'ятники стародавньої таврської культури, поширеної на території Криму в VI ст. до н. е. — I ст. н. е., розташовані недалеко від села Новобобрівське (Балаклавський район Севастопольської міськради), що лежить в обширній Байдарській долині. У так званих «Таврських ящиках» таври ховали своїх померлих. Ще ці поховання, що датуються VI–V ст. до н. е., називають кримськими дольменами.
Знайти кам'яні, занурені в землю ящики можна, якщо піднятися на північ від села по ґрунтовій дорозі всього близько кілометра. На вільній від дерев ділянці пагорба, прикриті травою і кущами, збереглися до наших днів прямокутні ями, стіни яких — правильної форми кам'яні плити з вапняку. За розмірами ящики не перевищують 1 м в довжину, а стінки мають товщину до 30 см.
Стародавні гробниці стоять уздовж однієї лінії, і колись їх тут було понад сотню. Тепер залишилося всього кілька десятків. Кам'яні огорожі з вертикально стоячих каменів, кришки кам'яних ящиків використовували для будівництва пізніші жителі цієї місцевості, так що більшу частину поховань нещадно розграбовано.
При вивченні стародавнього некрополя було знайдено уламки кераміки, кістки, кремені, скляні намиста, мідні бляшки.
Це давнє місце татари назвали Таш-Кой, що перекладається як «Кам'яне Село». Можливо, що накриті кришками кам'яні будиночки, які ще не занурилися в землю, дійсно нагадували поселення.
У 1947 р. Бахчисарайським археологічним загоном Інституту археології АН УРСР було встановлено, що група ящиків складалася з 12 штук, деякі мали огорожі. В результаті розкопок один з ящиків було повністю розчищено і в ньому знайдено фрагменти ліпної кераміки, тригранний наконечник бронзової стріли і ікло собаки. Матеріали розкопок були передані в Інститут археології АН УРСР. В 1960-х роках могильник досліджував археолог О. Щепінський. У своїй праці «Кизил-Кобінська культура і таври» про могильник «Біюк-Янкой» біля с. Мраморне згадує археолог Х. І. Кріс. Вона обміряла всі 12 ящиків могильника Біюк-Янкой. Довжина ящиків від 140 до 150 см, ширина від 90 до 100 см. П'ять поховань являють собою ями без плит — плити були розібрані на будівельні потреби села. Лише в одному ящику збереглася плита перекриття 200 на 150 см. У двох ящиків прямокутні оградки. Орієнтація двох ящиків зах.-сх., чотирьох з пч.-пч.-сх. на пд.-пч., трьох з пч.-сх. на пд.-зах., одного по лінії пч.-пд., орієнтацію однієї ями встановити не вдалося.

## Ресурси Інтернету
- История Биюк-Янкоя. ТАВРЫ. КИЗИЛ-КОБИНЦЫ.
- Дольмены Крыма («Таврские ящики»). Разгадка истории